# Bajonetten 11
Bajonetten 11 ou Strandvägen 51  est un édifice historique du quartier Östermalm à Stockholm en Suède,.

## Description
Bajonetten 11 est situé dans le quartier Bajonetten à l'adresse Strandvägen 51. 
Le bâtiment a été construit entre 1895 et 1897 selon les plans de l'architecte Sam Kjellberg.
Il est classé en bleu par le musée municipal de Stockholm, ce qui signifie « que le bâtiment est considéré comme ayant des valeurs culturelles et historiques particulièrement élevées »,.

## Architecture

### Extérieur
Pour le construire le bâtiment Bajonetten 11, Isaak Hirsch a embauché Sam Kjellberg, qui était également l'architecte des n° 1, 2 et 9. 
Le maître d'œuvre était Oscar Herrström, qui avait auparavant construit Sergeanten 7 (Strandvägen 39) pour Hirsch ainsi que les maisons Bajonetten 1 et 9. 
Le bâtiment a été construit sur cinq étages et un sous-sol. 
La fondation est constituée de l'ancien lit du lac devenu la baie Ladugårdslandsviken et a dû être renforcée par de nombreux pieux.
La façade sur rue était entièrement revêtue de grès, ce qui était inhabituel et exclusif à l'époque. 
Tout au long de Strandvägen, à part Bajonetten 11, il n'y a que trois propriétés avec des façades entièrement en pierre naturelle : Krabaten 2, Ädelman mender 11 et Bajonetten 6. 
Au centre de la façade s'élève une baie vitrée de quatre étages couronnée par un fronton à pignon pointu. 
A côté, il y a quatre balcons avec des balustrades en fer forgé. 
Le toit était recouvert d'ardoise.
L'entrée principale du bâtiment a été placée de manière asymétrique et plus proche de Bajonetten 1 (Strandvägen 49). Le portail a été décoré avec l'année du bâtiment "ANNO 1896" dans un cadre au-dessus de l'arc du portail. 
Le portail lui-même est sculpté et vitré et possède une grille de protection en fer forgé. 
A l'intérieur, les sols sont en marbre sur deux niveaux avec des marches intermédiaires en marbre blanc. Les murs sont cloisonnés et peints en stuc lustré en gris clair, ocre et noir. 
Le plafond de l'entrée est en stuc et divisé par une bande aux motifs en forme d'œuf et de feuilles.

### Intérieur
Les étages 1 à 3 comprenaient chacun huit pièces et une cuisine, l'étage 4 comptait six pièces et une cuisine. Au rez-de-chaussée se trouvait également un petit appartement d'une pièce pour le concierge. 
Face à la rue, trois pièces étaient disposées en enfilade avec le salon au milieu qui avait une baie vitrée et un accès au balcon. 
Le coin cuisine s'étendait comme une aile dans la cour, en plus de la cuisine et de la salle de service, il y avait également deux pièces plus petites pour les domestiques. En 1912, un ascenseur fut installé et en 1929 le chauffage central, accompagné de changements de plan concernant les espaces sanitaires. Après cela, seuls des changements mineurs ont eu lieu.
Dans les appartements se trouvaient une cheminée en marbre richement décorée avec un miroir au cadre doré au-dessus et un poêle en faïence de Marieberg avec un motif de style gustavien (sv).

## Galerie

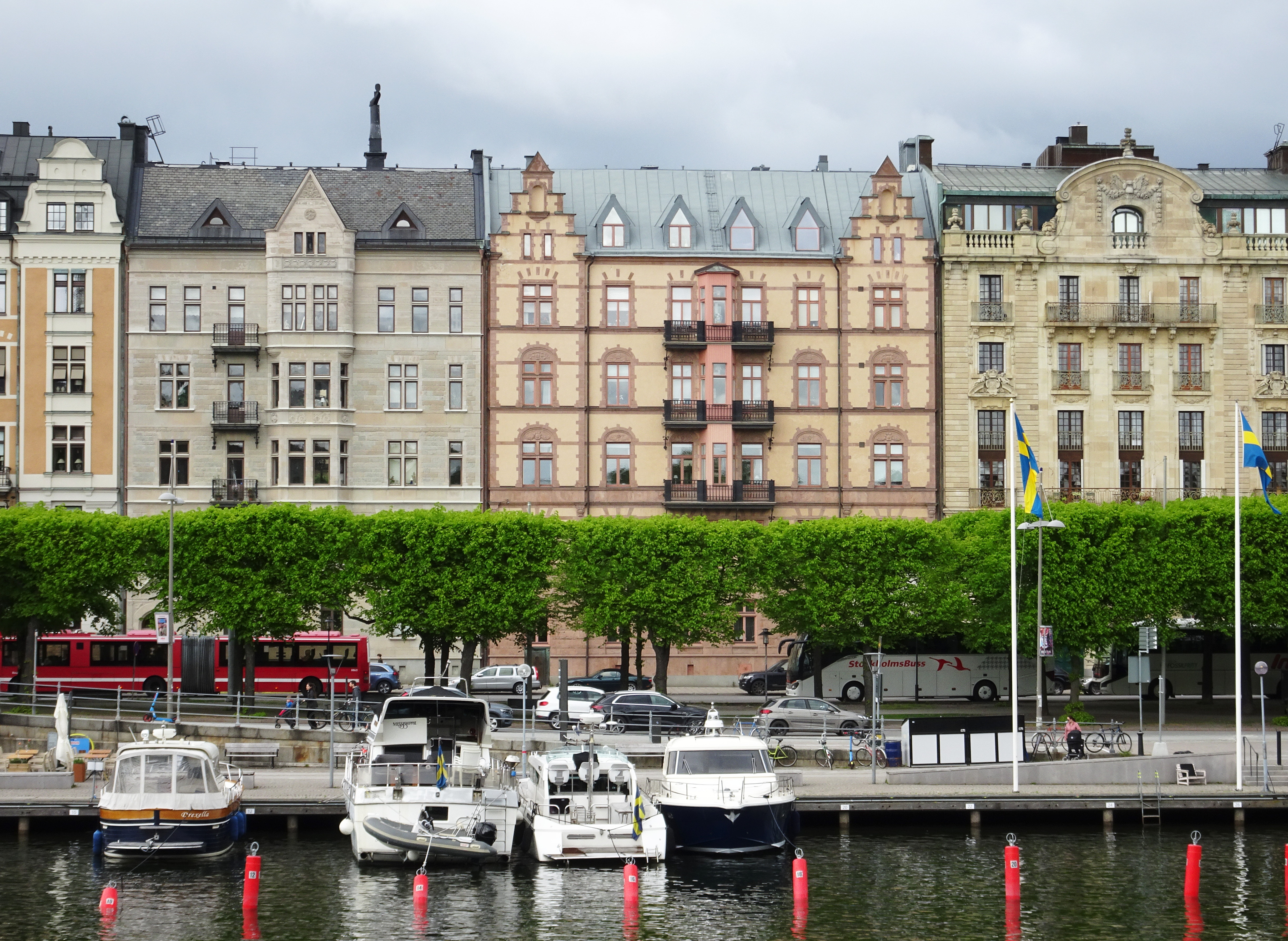
Strandvägen 51, 53, 55.
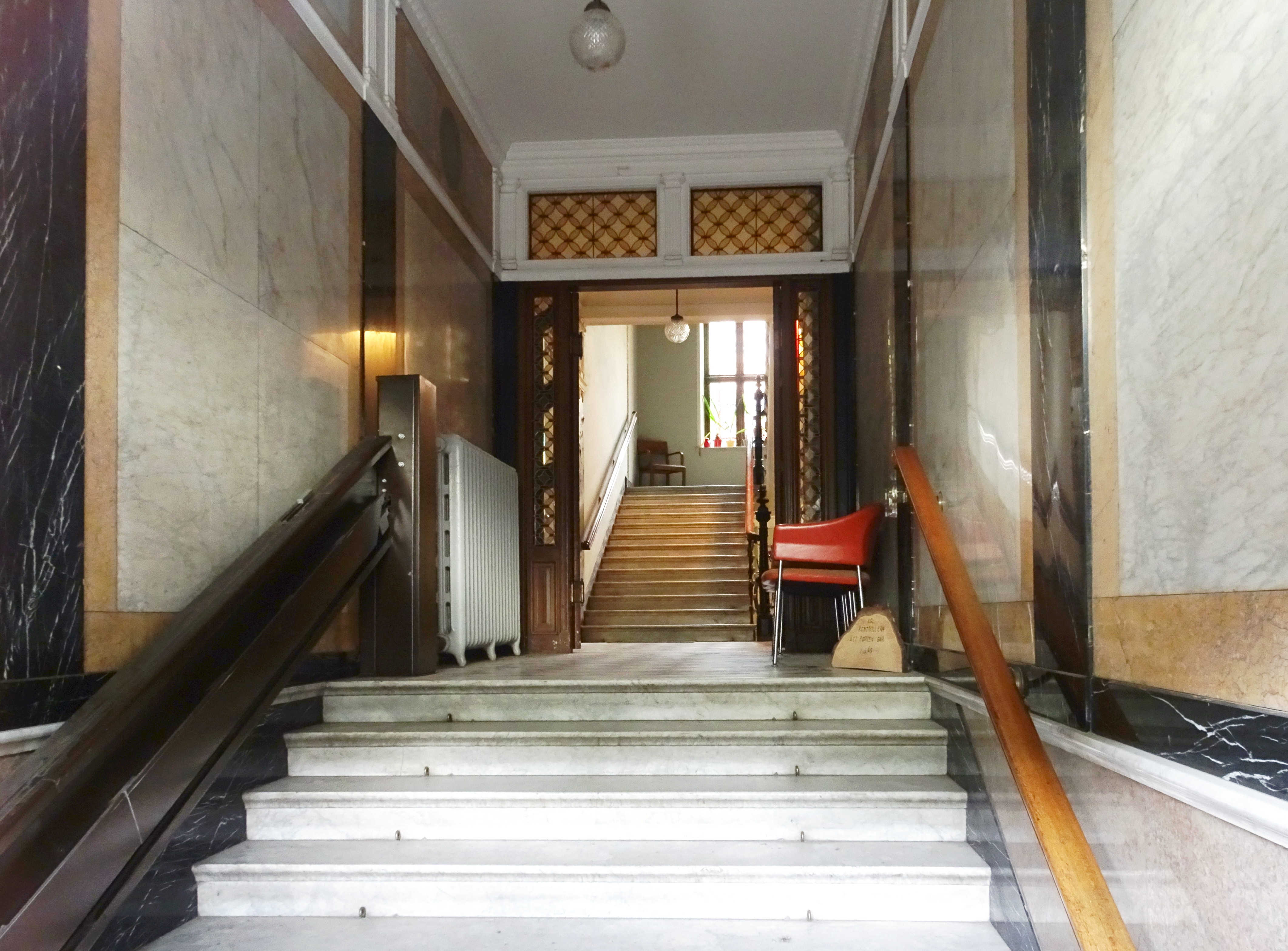
Strandvägen 51.
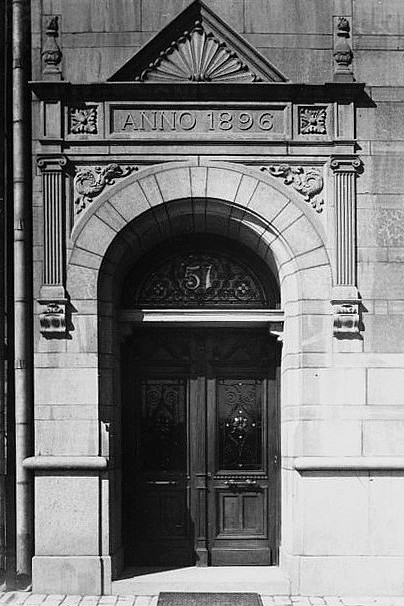
Le portail.